# Агринка
А́гринка — деревня Ульяновского сельсовета Тамалинского района Пензенской области. На 1 января 2004 года — 47 хозяйств, 125 жителей.

## География
Деревня расположена в 1 км восточнее села Берёзовка, расстояние до центра сельсовета села Ульяновка — 9 км, расстояние до районного центра пгт. Тамала — 4 км.

## История
По исследованиям историка — краеведа Полубоярова М. С., деревня образована как хутор помещиком Агринским в середине XIX века, входила в состав Дуровской волости Сердобского уезда Саратовской губернии. В 1939 году — в Тамалинском районе Пензенской области, в 1963—1966 годах — в Белинском районе Пензенской области, с 1966 года — в составе Берёзовского сельсовета Тамалинского района. Согласно Закону Пензенской области № 1992-ЗПО от 22 декабря 2010 года Берёзовский сельсовет упразднён, деревня передана в Ульяновский сельский совет.

## Численность населения
| год                | 1859 | 1911 | 1939 | 1959 | 1979 | 1989 | 1996 | 2004 |
| ------------------ | ---- | ---- | ---- | ---- | ---- | ---- | ---- | ---- |
| количество жителей | 129  | 340  | 325  | 256  | 200  | 138  | 129  | 125  |

## Улицы
- Бугровка;
- Центральная.